# واتارو ناکازاتو
واتارو ناکازاتو (ژاپنی: 仲里 航؛ زادهٔ ۳۰ اکتبر ۱۹۸۴) یک بازیکن فوتبال اهل ژاپن است.
از باشگاه‌هایی که در آن بازی کرده‌است می‌توان به باشگاه فوتبال ویسل کوبه و باشگاه فوتبال ریوکیو اشاره کرد.